# Джичоная, Давид Михайлович
Давид Михайлович Джичоная — советский хозяйственный, государственный и политический деятель, председатель исполнительного комитета Зугдидского районного Совета депутатов трудящихся, Грузинская ССР. Герой Социалистического Труда (1948).

## Биография
Родился в 1912 году в Тифлисской губернии. Член КПСС.
С 1932 года — на хозяйственной, общественной и политической работе. В 1932—1991 гг. — комсомольский и партийный работник в Грухинской ССР, председатель исполнительного комитета Зугдидского районного Совета депутатов трудящихся Грузинской ССР, студент Ленинградской финансовой академии, руководитель управления Министерства финансов Грузинской ССР, министр финансов Абхазской АССР.
Будучи председателем Зугдидского райисполкома занимался развитием сельского хозяйства в Зугдидском районе. В 1947 году обеспечил перевыполнение в целом по району планового сбора кукурузы на 35,3 %. Указом Президиума Верховного Совета СССР от 21 февраля 1948 года удостоен звания Героя Социалистического Труда за «получение высоких урожаев кукурузы и пшеницы в 1948 году» с вручением ордена Ленина и золотой медали «Серп и Молот» (№ 803)
Этим же Указом званием Героя Социалистического Труда были награждены первый секретарь Зугдидского райкома партии Маманти Илларионович Пачкория, заведующий районным отделом сельского хозяйства Варлам Михайлович Чикава, главный районный агроном Давид Ноевич Кухианидзе и 18 тружеников различных колхозов Зугдидского района.
Умер в Сухуми в 1991 году.

## Награды и звания
- Герой Социалистического Труда (21.02.1948).
- орден Ленина (21.02.1948)
- орден Трудового Красного Знамени (03.09.1971)
- орден Дружбы народов (12.06.1981)
- орден «Знак Почёта» (24.02.1946, 02.04.1966)